# 張耀庭 (1983年)

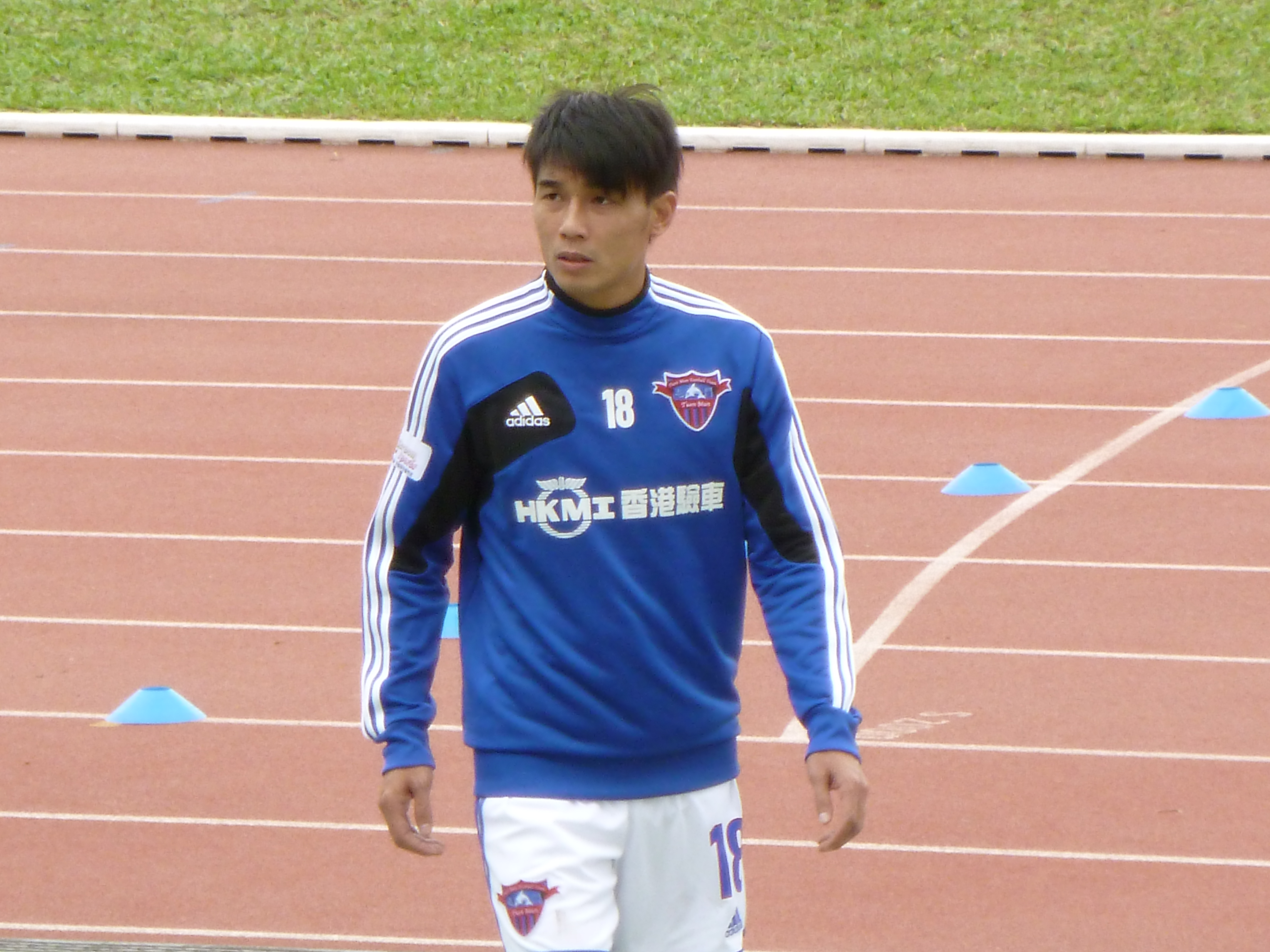
張耀庭

張耀庭（1983年8月8日—），香港足球運動員，目前效力香港甲組足球聯賽屯門足球隊，司職前鋒。

## 生平
张耀庭在2006年加入屯門，表現不錯。在屯門第一季港甲（2009-2010）前在季前集訓受傷，但在2011-2012全面復出。

### 襲警搗亂
2012年2月25日凌晨3時許，約30人在屯門市廣場二期一醫務所外排隊等買Lady GaGa演唱會門票，部份人以膠凳或紙箱霸位。張耀庭、陳思沛和李建榮行至排隊區時，掟走和踢開該處的膠凳，排隊黨驚慌並閃避。在場警員警告他們，但三人並無理會，張被捕時掙扎傷及警員。三人在4月24日於屯門裁判法院認罪。其中被告張耀庭承認襲警等共4項控罪，獲球會高層撰寫求情信。張耀庭被判罰款二千五百元及社會服務令一百二十小時。

## 外部連結
- 香港足球總會網站球員註冊資料 （页面存档备份，存于）
- 屯門足球隊官方網頁